# Goldpurpur

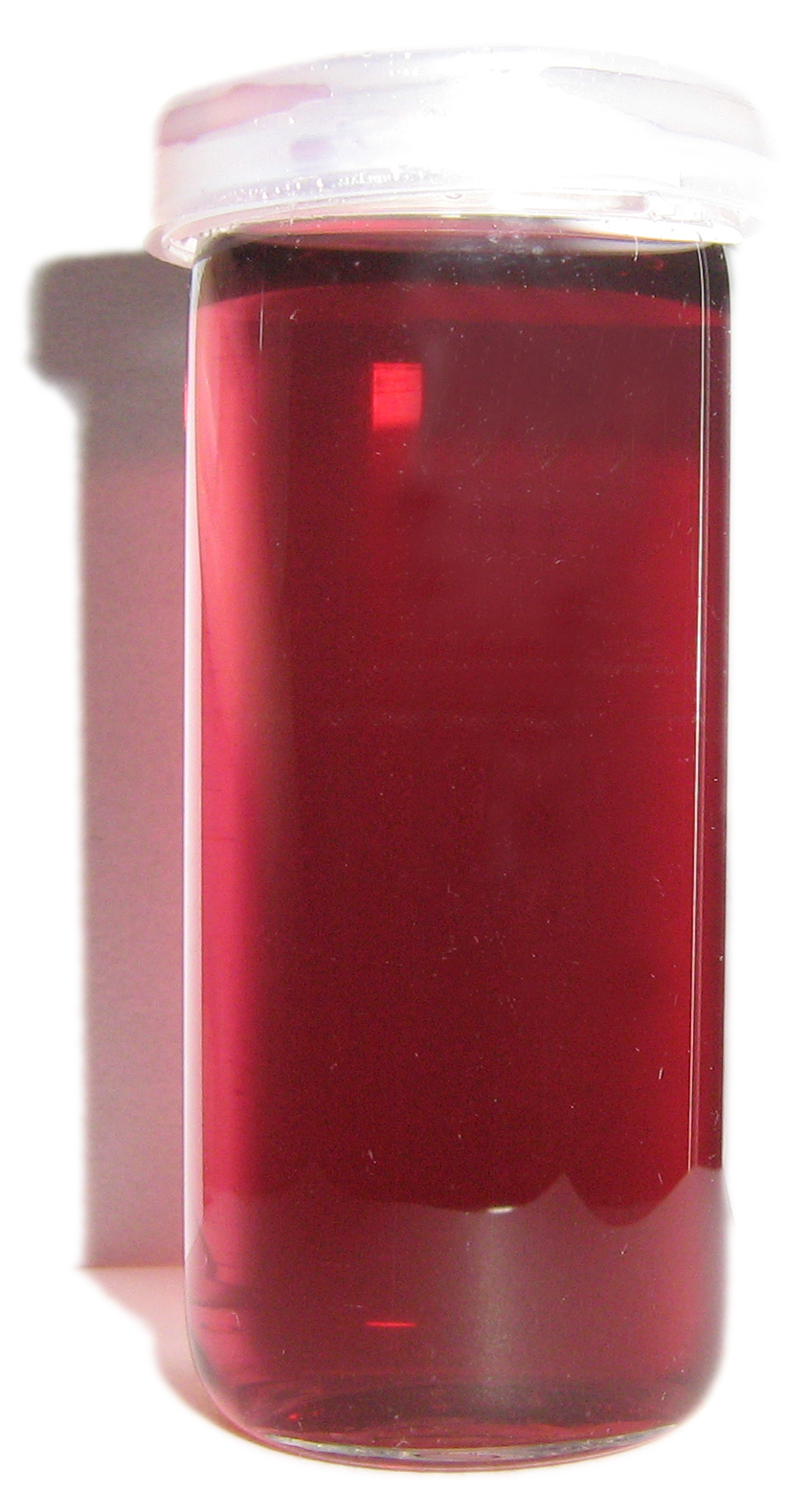
Kolloidale Goldlösung

Goldpurpur ist ein aus feinverteiltem Gold bestehendes purpurfarbiges Farbpigment. Im Colour Index hat es die Bezeichnung C.I. Pigment Red 109. Goldpurpur wurde und wird zur Herstellung von rubinrotem Glas, dem Goldrubinglas, verwendet.
Goldpurpur wird bevorzugt in wässriger Lösung durch die Reaktion von Gold(III)-chlorid mit Zinn(II)-chlorid hergestellt. Die entstehende Lösung enthält kolloidales Gold, gebunden an kolloidales Zinndioxid als Trägermaterial. Dieses Verfahren zur Herstellung mit Zinn(II)-Salz wurde vom deutschen Arzt Andreas Cassius entwickelt, weshalb das Zinndioxid-haltige Produkt nach ihm Cassius'scher Goldpurpur, Cassius-Gold oder Cassius'scher Purpur genannt wird. Es ist sehr hitzebeständig und erscheint auch in größerer Schichtdicke nicht schwarz. Goldpurpur an sich und auch die Verwendung von metallischem Zinn als Reduktionsmittel waren aber schon vor Cassius bekannt.

## Verwendung
Neben der Nutzung von Goldpurpur zur Herstellung von Goldrubinglas nutzt man es in der Porzellanmalerei, bei Glasuren und zur Färbung von Emaille. Heute wird Goldrubinglas weitgehend durch ein preiswerteres selenhaltiges Produkt  ersetzt.
Die Reaktion der Goldpurpurbildung dient als vergleichsweise empfindlicher Nachweis für Goldsalze durch die Reduktion mit Zinnchlorid, mit einer Nachweisgrenze von 10 ppb.

## Eigenschaften, Farbentstehung
Beim Cassius'schen Goldpurpur handelt sich um ein Kolloid vom Typ Feststoff in kolloidaler Suspension, also um ein Sol. Die Goldteilchen sind nur 4 nm groß. Sie absorbieren grünes und blaues Licht, lassen aber rotes Licht hindurch, so dass bei Beleuchtung mit weißem Licht die rote Farbe entsteht. Die Goldteilchen sind durch Anionenadsorption negativ geladen, wodurch sie sich abstoßen, so dass die Koagulation verhindert wird. Größere Goldteilchen geben eine andere Farbe, bei 40 nm entsteht eine blaue Farbe, siehe kolloidales Gold. Werden die Teilchen noch größer, fällt das Gold aus.

## Historisches
Goldrubinglas, das wohl aus elementarem Gold erhalten wurde, war schon im Altertum bekannt. Die sehr viel effektivere Herstellungsmethode von Goldpurpur durch die Reduktion von Goldsalzen wurde von Johann Rudolph Glauber entdeckt. Insbesondere entdeckte er, dass sich Zinn besonders gut als Reduktionsmittel für Goldsalze eignet. Er schrieb 1659: „lege in diese Solution deß Golds ein Stücklein rein und fein Zinn, welches mit keinem Bley vermischt seyn soll“. Er erhielt dann das Gold „in Gestalt eines purpurfarbenen Pulvers“. Johann Christian Orschall veröffentlichte 1684 seine Ergebnisse bei der Herstellung von Goldpurpur, damit erschien sein Werk vor Cassius’ Buch von 1685. Cassius Entdeckung wurde auf 1663 bzw. „vor 1676“ datiert. Johannes Kunckel perfektionierte das Verfahren der Herstellung von Goldrubinglas, so dass er es mit konstant guter Qualität und in größeren Mengen herstellen konnte, insbesondere schon um 1679 in einer Glashütte bei Potsdam. Kunckel nennt Andreas Cassius als Erfinder des Herstellungsverfahrens von Goldpurpur, indem er schreibt: „Es war ein Doctor Medicinae, mit Namen Cassius, der erfand die Praecipitationem“.
Richard Zsigmondy, der für seine Beiträge zur Kolloidchemie 1925 den Nobelpreis für Chemie erhielt, studierte auch den Goldpurpur. Da das Gold und das Zinndioxid im Cassius'schen Goldpurpur nicht getrennt werden können, hatte Jöns Jakob Berzelius fälschlicherweise vermutet, dass es sich um eine Goldverbindung handle. Zsigmondy stellte daher zinnfreien Goldpurpur her, indem er Goldsalzlösungen mit Formaldehyd oder Phosphor reduzierte.

## Reaktionsgleichung
Das gelöste dreiwertige Gold wird reduziert, das zweiwertige Zinn zum Zinndioxid oxidiert. Die Gesamtreaktion ist:
{\displaystyle \mathrm {2\ Au^{3+}+3\ Sn^{2+}+6\ H_{2}O\longrightarrow 2\ Au\downarrow +3\ SnO_{2}\downarrow +12\ H^{+}} }.
Die Reduktionsreaktion lautet:
{\displaystyle \mathrm {Au^{3+}+3\ e^{-}\longrightarrow Au\downarrow } } .
Die Gleichung der Oxidation des Zinnsalzes ist:
{\displaystyle \mathrm {Sn^{2+}+2\ H_{2}O\longrightarrow SnO_{2}\downarrow +4\ H^{+}+2\ e^{-}} }.